# DJ Hell
Helmut Josef Geier (6 de septiembre de 1962). también conocido como DJ Hell es un DJ y productor alemán conocido profesionalmente como DJ Hell.

## Biografía
Como dijo DJ Hell sobre sus comienzos musicales en una entrevista con The European: "Fui socializado con la música electrónica alemana de los años 60 y 70. No hubo aspiraciones comerciales; era todo sobre experimentación.”
Hell comenzó a trabajar como DJ en 1978. A partir de 1983, tuvo su primera residencia en el Club Libella en Kirchweidach, Alemania, cerca de su ciudad natal, Altenmarkt an der Alz. Aquí cultivó su estilo ecléctico, mezclando New Wave, Ska, Punk, Rockabilly, Hip hop, y Disco en una misma sesión. Siguieron más residencias en Park Café y Tanzlokal Grössenwahn en Múnich, donde actuó regularmente en fiestas de música House, como uno de los primeros DJs de House en Alemania. En 1987 organizó allí la primera fiesta de Acid House, y en el mismo año actuó en Grössenwahn, después de los conocidos Run–D.M.C. A finales de la década de 1980, desarrolló su estilo en varios clubs de Múnich y salas de baile de New Wave, EBM, Electro, y Hip hop hasta incluir House music y Techno.
En 1991, Hell fue clave en la creación del sello discográfico Disko B de Peter Wacha, y hasta 1996 estuvo estrechamente involucrado como A&R. El primer lanzamiento del sello en 1991, la canción de Silicone Soul “Who Needs Sleep Tonight” fue licenciada por Hell, quien produjo un remix para la cara-b del disco: The DJ G. Hell Remix.
El primer sencillo producido por Hell, My Definition of House Music (en R&S) se convirtió en un éxito del club en 1992 con más de 100,000 discos vendidos, consagrando a DJ Hell en la primera generación de Techno DJs que también lanzaron discos.
Durante el tiempo en el que estuvo trabajando en Disko B y hasta 1997, DJ Hell también fue DJ residente en Ultraschall, el primer club Techno de Múnich, ubicado en el antiguo aeropuerto de Múnich-Riem Airport.
Durante la década de 1990 DJ Hell tuvo más residencias en Berlín, en E-Werk y WMF, desde 1992 en Tresor, y en la década de 2000 en Watergate.
Paralelo a su trabajo de A&R en Múnich, en 1992, DJ Hell se convirtió en gerente de A&R para el sello Logic Records en Frankfurt, y en el mismo año realizó la primera compilación de trance del mundo, Logic Trance.
En 1993 vivió durante un año Nueva York, donde fue contratado como DJ residente en Limelight, junto con Jeff Mills.
En 1994 DJ Hell se mudó a Berlín y trabajó para la tienda de discos Hard Wax. El álbum debut de Hell Geteert & Gefedert (Tarred & Feathered) fue lanzado en Disko B en 1994. En 1995, regresó a Baviera.
Ese mismo año, Hell fue el único DJ alemán invitado a participar en una sesión de John Peel, que incluía una entrevista de radio, en Londres. La sesión fue lanzada ese año en Disko B.
Además de su trabajo como DJ y productor, en 1997 fundó la marca International Deejay Gigolos en Múnich, para la cual fue el autor principal del sello, A&R, y director de arte. Además de la gestión del sello, como DJ y organizador de eventos, Hell también llevó a cabo más de 40 fiestas Gigolo Nights con DJs internacionales y bandas en vivo en varios clubes en Múnich.
En 1999, Arnold Schwarzenegger demandó a International Deejay Gigolos por usar su imagen en el logotipo. Hell tuvo que dejar de vender todos los discos que llevaban el logo y pagar una multa de 150,000 euros.
En 2000, el segundo álbum de Hell, Munich Machine fue lanzado en V2 Records.
Según la revista de música De: Bug: “Munich Machine es el resultado de una colaboración dinámica de los residentes de Munich que participan en la escena del club y que saben cómo trabajar con ella. Todos los aspectos han sido cuidadosamente diseñados y, a veces, parece como si DJ Hell estuviera utilizando este tipo de megamezcla para crecer más allá de sí mismo. Esto es particularmente evidente cuando mezcla fuentes muy diferentes. ”
En 2001, el sello se mudó a Berlín. Estilísticamente, su música abarca las categorías de Electroclash, Electro, EBM, Electronic vanguard House, Tech-House y Techno, con influencias de los 80 pop y disco. International Deejay Gigolos ha lanzado obras de grandes nombres en las escenas internacionales Techno, House y Electro, incluyendo Jeff Mills, Dave Clarke, Tiga, Fischerspooner, Dopplereffekt, Vitalic, Bobby Konders, Miss Kittin, KLF, Tuxedomoon, y Laurent Garnier. Fischerspooner fue descubierto por DJ Hell y debutó en International Deejay Gigolos. En los 20 años, de 1996 a 2016, en los que Hell ha dirigido el A&R para la etiqueta, ha lanzado más de 300 singles y álbumes en International Deejay Gigolos.
Los numerosos lanzamientos en International Deejay Gigolos alimentaron notablemente el renacimiento de los años ochenta en la escena de los clubes alemanes e internacionales, estableciendo a DJ Hell como uno de los fundadores del subgénero Electroclash.
De 2000 a 2003, dirigió la discoteca Villa Traunstein, ubicada en la localidad bávara de Traunstein, donde fue responsable de las contrataciones internacionales de DJ de alto perfil del club, como WestBam, Sven Väth, y Jeff Mills.
Desde 2002, DJ Hell ha vivido tanto en Múnich como en Berlín. De 2007 a 2010, fue coordinador musical del diseñador de moda berlinés Michael Michalsky, para cuyos desfiles de moda producía regularmente la música. Hell también ha actuado en las fiestas posteriores al show de Michael Michalsky, Stylenite, que tuvo lugar durante la Semana de la Moda de Berlín.
DJ Hell ha estado produciendo música para desfiles desde mediados de la década de 1990, para artistas como Hugo Boss, Raf Simons, Patrick Mohr, Dirk Schönberger, y Donatella Versace , desde que el diseñador de moda Kostas Murkudis le pidió por primera vez que acompañara a uno de sus desfiles de moda en Berlín con música.
DJ Hell ocasionalmente trabaja con renombradas firmas de moda, ya sea prestando su nombre o colaborando como diseñador. Este trabajo ha dado lugar a una colección de ropa interior para Wendy & Jim, calzoncillos para mujer de Agent Provocateur, fundas de CD para Magma y un par de gafas para Freudenhaus.
En 2004, Karl Lagerfeld fotografió a DJ Hell for V Magazine. Estas fotografías fueron expuestas en una galería en Berlín.
DJ Hell por su afinidad con la moda: “En Inglaterra, la moda y la música han ido juntas durante décadas. En Alemania, sin embargo, uno tiende a negar la competencia de un músico si se define superficialmente, es decir, de acuerdo con las cosas que son visibles. Solo piense en David Bowie en el lado masculino y Grace Jones en el lado femenino, y queda claro que la unión entre moda y música puede ser increíblemente prolífica".
Como DJ, Hell ha realizado giras por todo el mundo y ha encabezado repetidamente festivales internacionales como Loveparade y Mayday en Berlín, Fuji Rock ay Wire en Tokio, the Montreux Jazz Festival, y el Time Warp Festival en Mannheim. Fue el primer DJ de Techno en actuar en la Universidad de La Habana en 1997. La actuación fue filmada por un equipo de filmación alemán dirigido por Torsten Schulz, y se proyectó en 2000.
En 2002, Romuald Karmakar filmó un segmento de su película "196 BPM" durante una actuación de Hell en WMF.
En 2003, la revista GQ nombró a DJ Hell "Hombre del Año" en la categoría de música.
Ese mismo año, DJ Hell vivió por segunda vez en la ciudad de Nueva York, donde produjo su tercer álbum de estudio NY Muscle, para el cual colaboró con varios artistas, entre ellos Alan Vega, Erlend Øye, James Murphy, y cantante Billie Ray Martin.
El sitio web allmusic.com escribió sobre NY Muscle: "Este es el sonido nocturno de la ciudad de Nueva York desde la perspectiva de un infame alemán llamado Hell, y es una diversión oscura, oscura y libertina".”
En 2009 Hell lanzó el álbum Teufelswerk (Devil's Work), que de nuevo cuenta con varias estrellas internacionales invitadas, como Bryan Ferry, Peter Kruder, P. Diddy, Roberto di Gioia, Mijk van Dijk, Christian Prommer y Billie Ray Martin. El álbum doble está conceptualmente dividido en partes de "día" y "noche", y está clasificado en el Top 50 de las listas de control de medios de Alemania.
Según Hell en una entrevista con el Asesor Residente: "Hice Kosmische Musik de una manera nueva. Aquí es de donde vengo, crecí con los primeros pioneros electrónicos alemanes de la música, y esta es la razón por la que fui en esta dirección. A menudo se llama vanguardia electrónica alemana, o música psicodélica. Volví a los años 70 e intenté hacerlo a mi manera ".
The Guardian sobre Teufelswerk: "Con Hell actuando como director de orquesta, y Kruder, Prommer y Roberto di Gioia tocando una mezcla de sintetizadores, guitarras acústicas, Wurlitzers y 'máquinas de ritmo', los cuatro recorren Europa recorriendo las autopistas psíquicas que conectan Dusseldorf de Kraftwerk y París imaginario y futurista de Jean Michel Jarre; Pink Floyd en el UFO Club en 1966, y Café del Mar en 1987; noches de dubstep cavernosas en auge en el moderno Berlín y Goblin progresivo en la década de 1970 en Italia".
Desde 2009, DJ Hell ha apoyado al grupo feminista activista ucraniano FEMEN con varias apariciones de DJ y televisión.
El admirador del club de fútbol Bayern de Múnich es un patrocinador de TSV Altenmarkt, el club de fútbol de su ciudad natal. Al contrario de los rumores, él no tiene licencia de entrenador profesional. Para la Copa Mundial de la FIFA 2006, Hell fue contratado como DJ para la ceremonia de apertura en el Olympiastadion, pero el evento fue cancelado por la FIFA al poco tiempo.
DJ Hell en su pasión por el fútbol: “Veo los partidos locales del FC Bayern Munich. También representé a Alemania como DJ en los recientes Campeonatos Europeos y Mundiales, viajando con el equipo nacional alemán de ciudad en ciudad, y debutando la noche antes de los juegos. Mi contrato establecía que el organizador tenía que conseguirme entradas para los partidos.”
DJ Hell fue el curador designado para el Museo de Música Electrónica Moderna (MOMEM), abierto en Fráncfort en 2018.

## Discografía
- The DJ feat. P. Diddy (International Deejay Gigolo Records)
- Geteert & Gefedert (Disko B)
- Mixes Of Gary Numan Vol. 2 (Random Records)
- Repassion (International Deejay Gigolo Records)
- My Definition Of House Music (R&S)
- Red Bull From Hell EP (Disko B)
- Sprung Aus Den Wolken / Butter Säure (Kickin Records)
- Three Degrees Kelvin / Like That! (Magnetic North)
- Ultraworld EP Vol. 1 (Disko B)
- Allerseelen (Disko B)
- Albino EP (Disko B)
- Original Street Techno (Disko B)
- Totmacher (Disko B)
- Totmacher Interpretationen (Disko B)
- Munich Machine (V2 Records, Inc.)
- Suicide Commando (V2 Records, Inc.)
- Copa (Disko B)
- Rock My Body To The Beat (International Deejay Gigolo Records)
- Keep On Waiting (International Deejay Gigolo Records)
- N.Y. Muscle (Motor Music)
- Listen To The Hiss (International Deejay Gigolo Records)
- Best of Hell (International Deejay Gigolo Records)
- Fun Boy (International Deejay Gigolo Records)
- L´Fauno X DJ Hell (Central Eléctrica Discos)